# HERO'S KOREA 2007
『OLYMPIA HERO'S KOREA 2007』（オリンピア・ヒーローズ・コリア 2007）は、日本の総合格闘技イベント「HERO'S」の大会の一つ。2007年10月28日、韓国ソウルの奨忠体育館で開催された。

## 大会概要
2年ぶりの韓国開催となった本大会では秋山成勲とデニス・カーンによるライトヘビー級ワンマッチが組まれた。
Spirit MCヘビー級王者デニス・カーンがHERO'Sデビュー。

## 試合結果

### オープニングファイト
第1試合 ライトヘビー級 5分2R
○  RYO vs.  外岡真徳 ×
1R 1:30 TKO（レフェリーストップ：スタンドパンチ連打）
第2試合 ライトヘビー級 5分2R
○  マゴメド・スルタンアクメドフ vs.  イ・ウンス ×
1R 3:33 TKO（レフェリーストップ：パウンド）

### 本戦カード
第1試合 93kg契約 5分3R
○  ポアイ菅沼 vs.  ベルナール・アッカ ×
1R 3:05 腕ひしぎ十字固め
第2試合 73Kg契約 5分3R
○  中村大介 vs.  クォン・アソル ×
3R 3:09 腕ひしぎ十字固め
第3試合 ライトヘビー級 1R10分、2R5分
○  ホ・ミンソク vs.  柴田勝頼 ×
2R 1:31 KO（スタンドパンチ連打）
第4試合 90kg契約 5分3R
○  大山峻護 vs.  カーロス・ニュートン ×
3R 2:42 ギブアップ（パウンド）
第5試合 82Kg契約 5分3R
○  キム・デウォン vs.  マルセロ・ガルシア ×
2R 0:20 TKO（ドクターストップ：カット）
第6試合 契約体重なし 1R10分、2R5分
○  イ・テヒョン vs.  山本宜久 ×
1R 1:03 TKO（レフェリーストップ：パウンド）
第7試合 契約体重なし 5分3R
○  キム・ミンス vs.  ミノワマン ×
1R 3:46 TKO（レフェリーストップ：スタンドパンチ連打）
第8試合 ライトヘビー級 1R10分、2R5分
○  ゼルグ・"弁慶"・ガレシック vs.  金泰泳 ×
1R 0:36 TKO（ドクターストップ：カット）
第9試合 ライトヘビー級 1R10分、2R5分
○  ユン・ドンシク vs.  ファビオ・シウバ ×
1R 6:12 腕ひしぎ十字固め
第10試合 ライトヘビー級 1R10分、2R5分
○  秋山成勲 vs.  デニス・カーン ×
1R 4:45 KO（右アッパー）